# Монте-Сан-Джованні-ін-Сабіна
Монте-Сан-Джованні-ін-Сабіна (італ. Monte San Giovanni in Sabina) — муніципалітет в Італії, у регіоні Лаціо,  провінція Рієті.
Монте-Сан-Джованні-ін-Сабіна розташоване на відстані близько 55 км на північний схід від Рима, 11 км на південний захід від Рієті.
Населення — 714 осіб (2014).

## Демографія
Населення за роками:

Станом на 1 січня 2023 року в муніципалітеті офіційно проживали 53 іноземці з 11 країн, серед них 15 громадян країн Євросоюзу.

## Сусідні муніципалітети
- Момпео
- Монтенеро-Сабіно
- Рієті
- Роккантіка
- Салізано